# Conveni Marc Europeu sobre Cooperació Transfronterera entre comunitats o autoritats territorials
El Conveni Marc Europeu sobre Cooperació Transfronterera entre comunitats o autoritats territorials és una convenció del Consell d'Europa que fou signat a Madrid el 21 de maig de 1980 i va entrar en vigor 22 de desembre de 1981. Es considera "l'acta fundacional del marc jurídic de la cooperació transfronterera transferències les comunitats i autoritats territorials d'Europa." No conté disposicions operatives, però està acompanyat pel model dels acords internacionals i els acords entre les autoritats locals.

## El conveni

### El Primer Protocol Addicional
El Primer Protocol addicional va ser signat el 9 de novembre de 1995 a Estrasburg.

### El Segon Protocol Addicional
El Segon Protocol addicional sobre cooperació interterritorial es va signar 5 de maig de 1998 a Estrasburg.

### El Tercer Protocol Addicional
El tercer protocol addicional, relatiu a Agrupacions Euroregionals de Cooperació (GEC), es va signar el 16 de novembre de 2009 a Utrecht.

## Estat de la ratificació
El Conveni Marc ha estat ratificat per 36 Estats membres del Consell d'Europa, és a dir tots els Estats membres amb l'excepció d'Andorra, Xipre, Estònia, Grècia, San Marino, Sèrbia, Macedònia del Nord i el Regne Unit. Malta, Montenegro i Islàndia l'han signat, però encara no l'han ratificat.
El primer protocol addicional ha estat ratificat per 21 Estats membres: Albània, Armènia, Àustria, l'Azerbaidjan, Bèlgica, Bòsnia i Hercegovina, Bulgària, França, Alemanya, Letònia, Lituània, Luxemburg, Moldàvia, Mònaco, Països Baixos, Rússia, la República Eslovaca, Eslovènia, Suècia, Suïssa i Ucraïna. Geòrgia, Islàndia, Itàlia, Montenegro, Portugal i Romania l'han signat però no l'han ratificat.
El segon protocol va ser ratificat pels mateixos Estats membres que el primer, amb l'excepció de Letònia. Islàndia, Portugal, Romania, Montenegro i Geòrgia l'han signat però no l'han ratificat.
El Tercer Protocol addicional, signat el 2009, va ser signat per Armènia, Bèlgica, França, Alemanya, Lituània, Luxemburg, Montenegro, Països Baixos i Eslovènia. Cap país l'ha ratificat i, per tant, encara no ha entrat en vigor.